# Kombo Sur
Kombo Del sur es uno de los nueve distritos de la División Occidental de Gambia, el cual está localizado al del sur del Río de Gambia en el suroeste del país, Kombo del sur está en el suroeste de la división, entre Kombo Central y Kombo Norte/Saint Mary. 
El distrito incluye: la costa del Atlántico del sur de Gambia y el punto más meridional del país.
- Datos: Q1572017